# Колодрубы
Колодрубы (укр. Колодруби) — село в Николаевской городской общине Стрыйского района Львовской области Украины, на левом берегу Днестра.
Население по переписи 2001 года составляло 829 человек, по данным 2024 года составляло 729 человек. Занимает площадь 1,73 км². Почтовый индекс — 81624. Телефонный код — 3241.

## Галерея

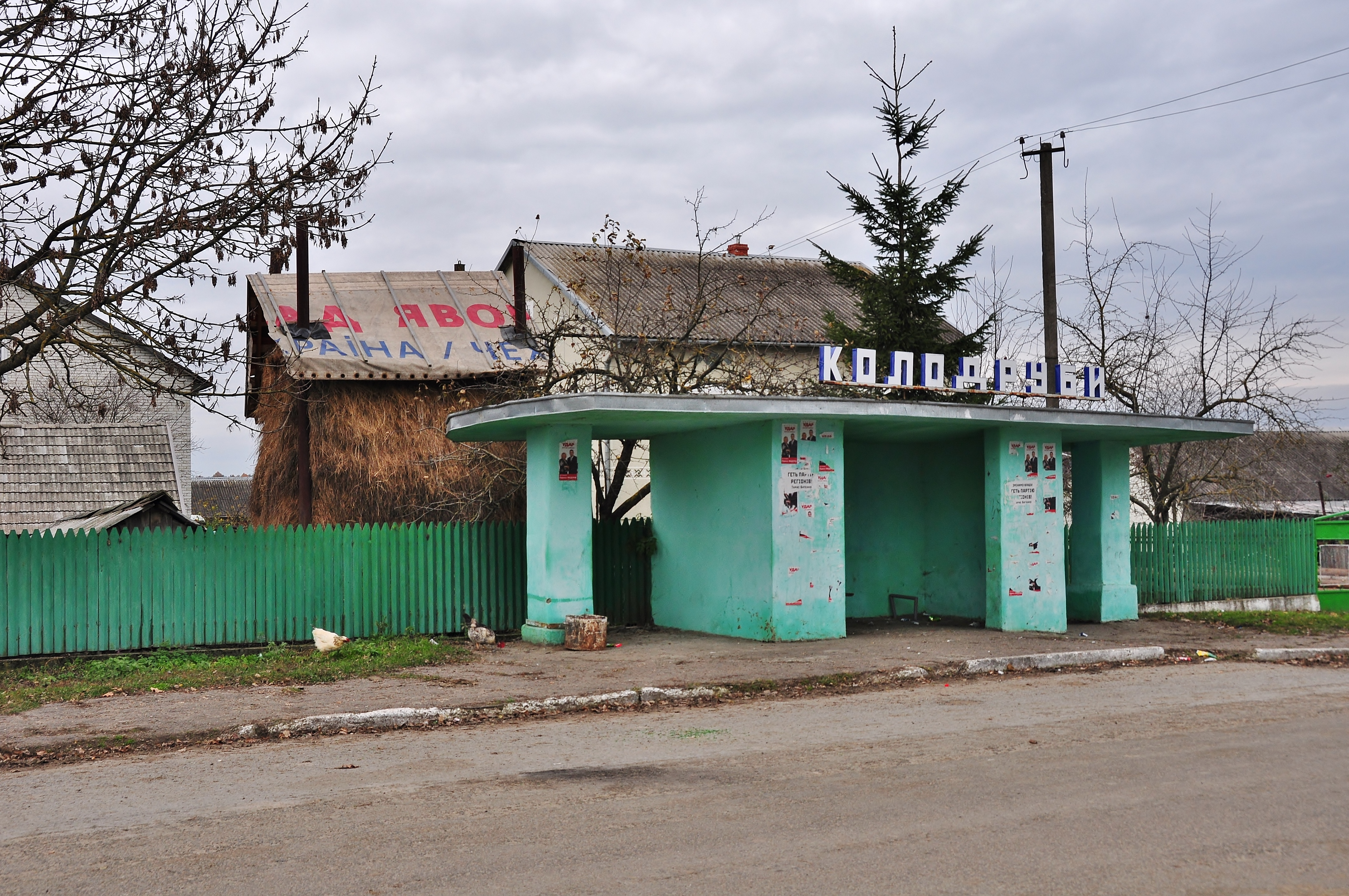
Автобусная остановка
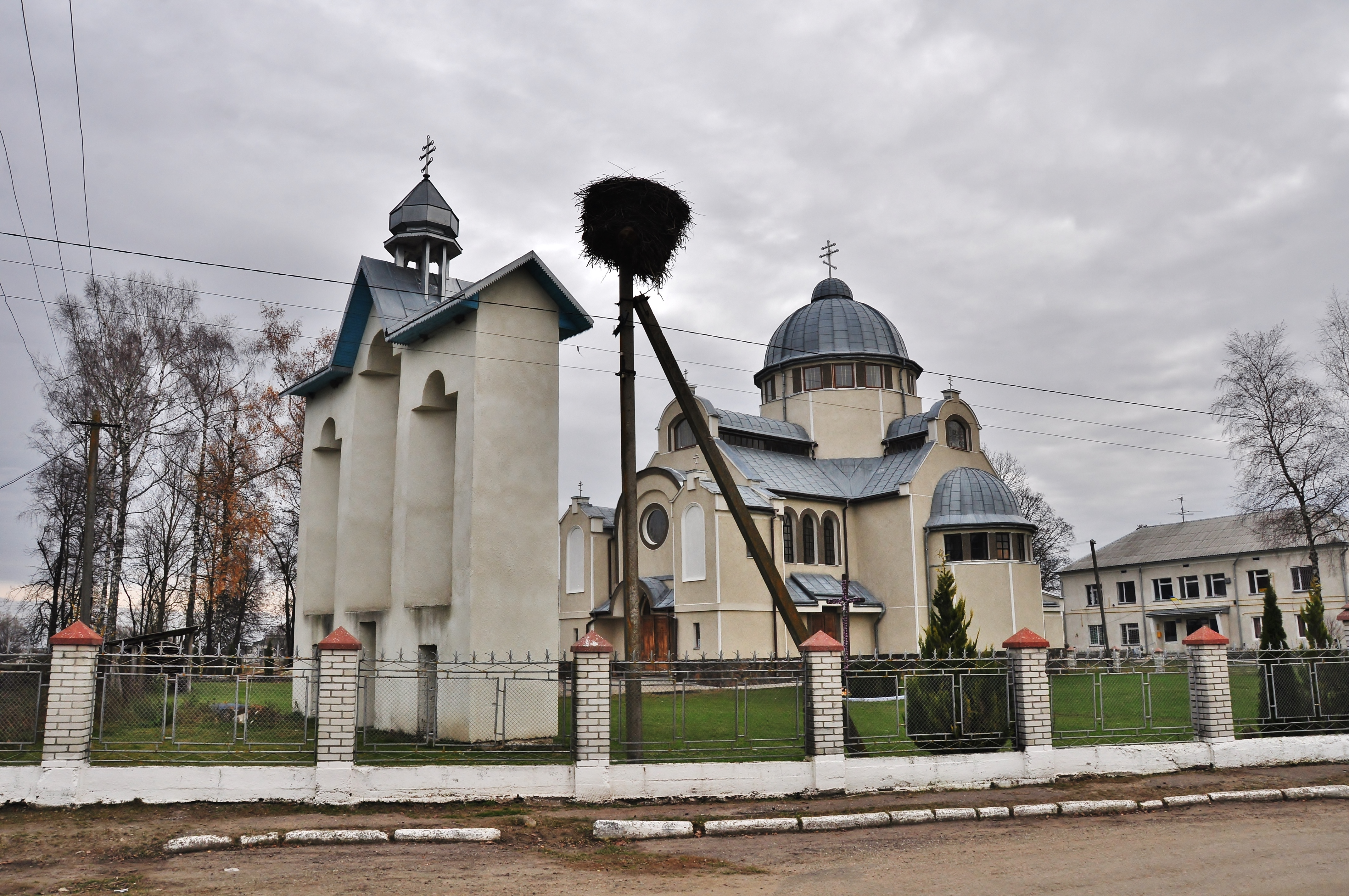
Православная церковь Св. Юрия Победоносца
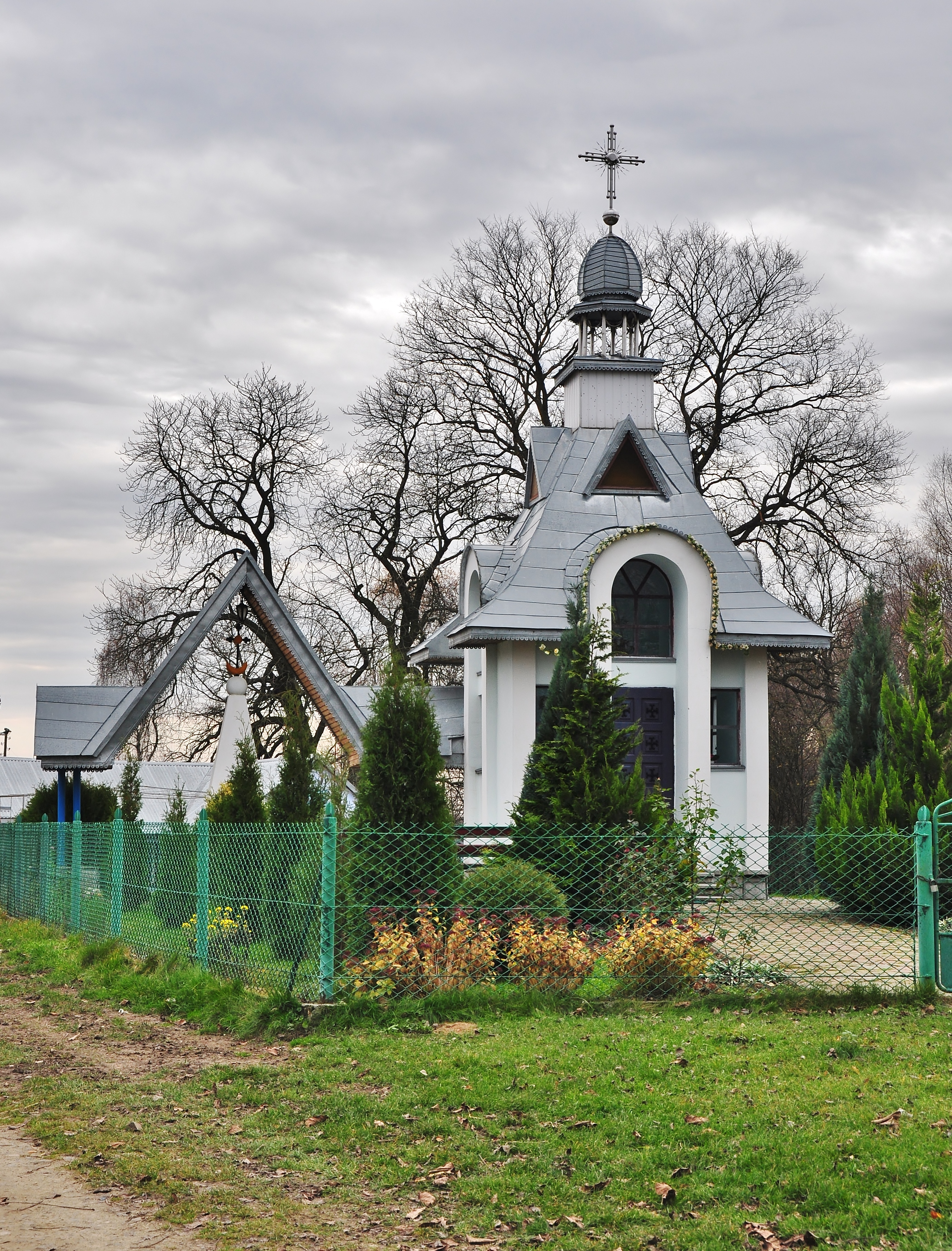
Часовня
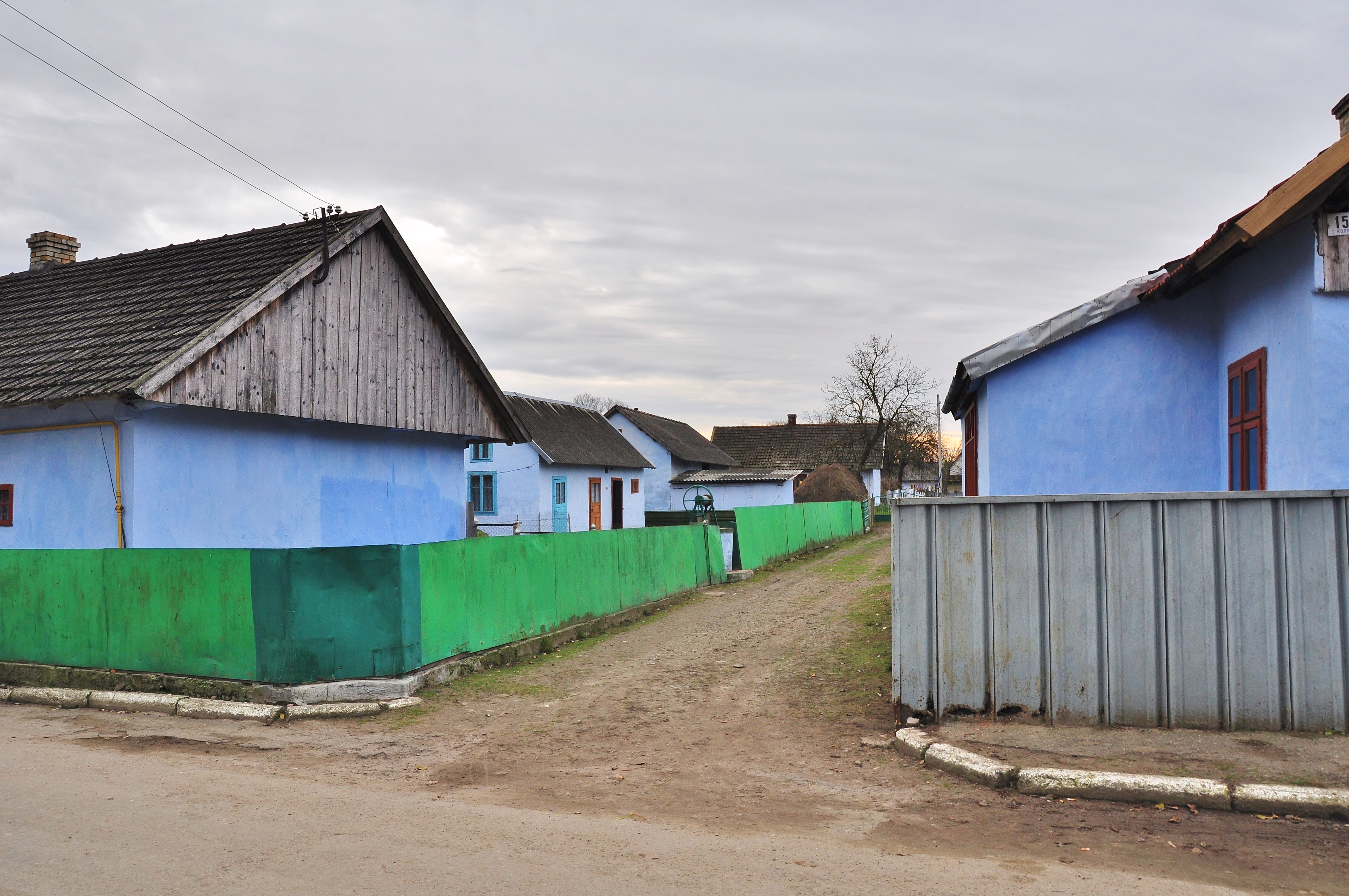
Побеленные синькой хаты